# Memoiren eines Arztes
Memoiren eines Arztes (frz. Mémoires d’un médecin) ist ein Roman-Zyklus von Alexandre Dumas dem Älteren aus den Jahren 1846 bis 1853. Er besteht aus den vier Romanen Joseph Balsamo, Das Halsband der Königin, Ange Pitou und Die Gräfin von Charny.

## Entstehung
44-jährig, in der Blüte seines Lebens und seiner geistigen Schaffenskraft, war Alexandre Dumas 1846 der König der Pariser Feuilletons. In Fließbandarbeit fabrizierte er mit seinen Mitarbeitern einen Erfolgsroman nach dem anderen. Die meisten von ihnen, so auch die Memoiren eines Arztes, erschienen zunächst in den Feuilletons der auflagenstarken Zeitungen La Presse, Journal des Débats oder Le Globe. An der Romanreihe Mémoires d’un médecin schrieb Dumas bis 1853.

## Zusammenfassung

Giuseppe Balsamo

Im Mittelpunkt der Geschichte steht der einflussreiche Schwarzkünstler und Freimaurer Giuseppe Balsamo, der sich voll Tatendrang in die Wirren der beginnenden Französischen Revolution wirft, die bereit ist, eine 1200-jährige verblendete Dynastie zu zerstören. Um diese Zentralfigur erzählt Dumas in einer Fülle dramatisch ineinander verwobener Schicksale den Niedergang und Fall des Ancien Régime in Frankreich in einem Zeitraum von 1769 bis 1793.
Seine mitreißende Wirkung erhält der Roman dabei vor allem durch Dumas Umgang mit der Geschichte, für ihn „ein Nagel an dem ich meine Geschichten aufhänge“. Die zahlreichen von ihm entworfenen Charaktere und Episoden sind in dem historisch realen Kontext so eng mit bekannten Persönlichkeiten der Zeit verbunden, dass beim Leser über die Historizität der Ereignisse kaum ein Zweifel aufkommen kann. Er begegnet dem alternden, paranoiden Jean-Jacques Rousseau ebenso wie Ludwig XV. mit seiner Madame Dubarry, dem etwas einfältigen Ludwig XVI., Marie-Antoinette und später auch den redegewandten Revolutionsführern Mirabeau, Danton, genau wie Robespierre, Marat und Desmoulins.
Obwohl die Romanreihe mit der Hinrichtung Louis Capets abbricht, könnte man ihren historischen Fortgang in den Romanen „Der Chevalier von Maison Rouge“ oder „Marats Sohn“ sehen, die mit der Vielschichtigkeit und dem historischen Anspruch der „Memoiren eines Arztes“ aber nicht mehr mitzuhalten vermögen.
Über den historischen Grafen Alessandro Cagliostro, den Dumas allerdings als Helden seiner Geschichte sehr viel charismatischer zeichnet, als dies die historischen Quellen eines Goethe oder Schiller tun, schriebwann und wo? der Romancier Dominique Fernandez: 

„Balsamo alias Acharat, alias Graf Phönix, alias Marquis d‘Annas, alias Marchese Pellegrini reist durch Europa und übt eine Art spiritueller Hegemonie, eine geheimnisvolle, teuflische Allmacht aus. Dank seiner Kenntnis okkulter Wissenschaften bemächtigt er sich der Geister, und dank seiner Fähigkeiten als Alchimist macht er Gold. Er ist ein wahrer Superman und derjenige, der insgeheim am Hofe Ludwigs XV. wie des XVI. regiert.“